# Акимов, Николай Павлович
Никола́й Па́влович Аки́мов (3 (16) апреля 1901, Харьков — 6 сентября 1968, Москва) — советский театральный режиссёр, сценограф, педагог, художник (кино, портретист, книжный график, иллюстратор, плакатист), публицист. Народный артист СССР (1960).

## Биография
Николай Акимов родился в Харькове, в семье железнодорожного служащего.
В 1910 году семья переехала сначала в Царское Село, затем в Санкт-Петербург, где отец работал в правлении Московско-Виндаво-Рыбинской железной дороги.
С 1914 года учился в Санкт-Петербурге изобразительному искусству в Вечерних рисовальных классах Общества поощрения художеств, в 1915 году брал уроки в частной студии С. М. Зайденберга, в 1916—1918 годах занимался в Новой художественной мастерской под руководством М. В. Добужинского, А. Е. Яковлева и В. И. Шухаева. В 1918 году, прервав учёбу, поступил на работу в мастерскую плаката Пролеткульта в Петрограде, но вскоре, «гонимый голодом, холодом, разрухой, нуждой», уехал в Харьков.
Весной 1919 года в Харькове он участвовал в Первой совместной выставке-продаже, на которой были представлены работы профессиональных художников (М. М. Синякова, В. Д. Ермилов, М. Кац, А. А. Кокель, А. М. Любимов, З. Е. Серебрякова, Л. Тракал и др.) и художников-самоучек.
С 1920 по 1922 год преподавал рисунок на Высших курсах политпросветработников в Харькове. В 1921 году начал работать в качестве художника в Первом Государственном театре для детей (ныне Харьковский театр для детей и юношества). Первой его театральной работой стало оформление спектакля «Подвиги Геркулеса» А. Белецкого; он начал работу и над спектаклем «Али-Нур» (инсценировка В. Э. Мейерхольда и Ю. М. Бонди по сказке О. Уайльда «Звёздный мальчик»), но в разгар работы покинул Харьков, и оформление спектакля завершил Б. В. Косарев.
Осенью 1922 года вернулся в Петроград, поступил во ВХУТЕМАС и сблизился с Николаем Евреиновым — драматургом, режиссёром и теоретиком. Евреинов познакомил его с режиссёром Георгием Крыжицким, — ниспровергатель традиционного психологического театра почувствовал в молодом художнике родственную душу, и в сезоне 1923/1924 годов оформил поставленные Крыжицким в Современном синтетическом театре оперетты «Креолка» Ж. Оффенбаха и «Король комедиантов» Ж. Жильбера.
Евреинов представил его и Николаю Петрову, в то время режиссёру «Вольной комедии». Оформление эксцентрического представления «Бунт времени» С. А. Тимошенко на сцене филиала «Вольной комедии» — ночного кабаре «Балаганчик» стало началом длительного сотрудничества Акимова с Петровым. Работа художника в этом представлении была особо отмечена петроградским еженедельником «Театр».
В качестве сценографа сотрудничал с театром «Кривое зеркало» и с кабаре «Карусель»; в 1924—1925 годах на постоянной основе работал в Большом драматическом театре (ныне — имени Г. А. Товстоногова). Сотрудничество с театром продолжалось до конца 1930-х годов.
В то же время Евреинов представил его директору издательства «Academia» А. А. Кроленко; по заказам этого издательства он создавал обложки и иллюстрации к произведениям Жюля Ромена, Анри де Ренье, Пьера Боста. «Изобретательность Акимова, — пишет В. Миронова, — импонировала художественно-театральному миру Петрограда; эпитеты „остроумный“, „изобретательный“ непременно присутствовали в разговоре о его творчестве». В 1927 году в издательстве «Academia» вышел небольшой сборник, посвященный Акимову, — художнику было всего 26 лет. Изданный в серии «Современные театральные художники» сборник составили статьи Н. В. Петрова, театрального критика А. И. Пиотровского и искусствоведа Б. П. Брюллова. В том же году состоялась первая персональная выставка Акимова. Его работы были представлены на проходившей в Академии художеств выставке театрально-декорационного искусства, наряду с работами ведущих ленинградских художников. Макет к спектаклю «Конец Криворыльска», поставленному в 1926 году в Театре драмы им. А. С. Пушкина, был послан в Милан на Международную выставку.
В 1926 году участвовал в создании Ленинградского театра сатиры — театра эстрадных обозрений во главе с Д. Г. Гутманом. С 1929 года он работал и как театральный режиссёр. Первой самостоятельной работой стал «Гамлет» У. Шекспира, поставленный в 1932 году в Московском Театре им. Вахтангова с музыкой Д. Д. Шостаковича, однако режиссёрская трактовка трагедии вызвала неодобрение.

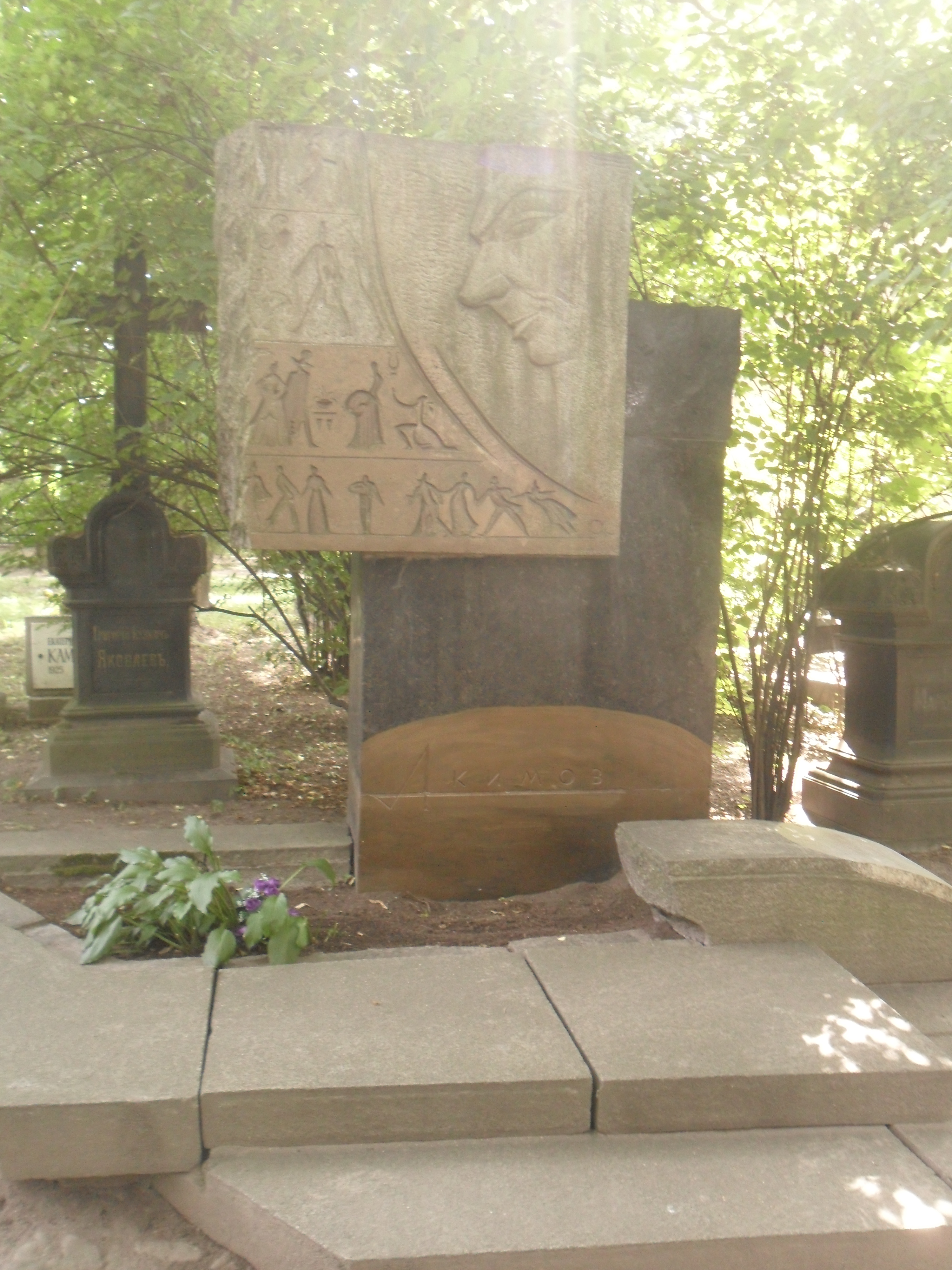
Могила Н. П. Акимова на Литераторских мостках в Санкт-Петербурге.

С 1935 по 1949 год и с 1956 года был художественным руководителем Ленинградского Театра Комедии (ныне Санкт-Петербургский академический театр комедии имени Н. П. Акимова). Здесь он оказался в своей стихии: тонкое остроумие, богатство режиссёрской фантазии в сочетании с блестящим оформлением спектаклей Акимова выдвинули его театр в число лучших в стране. Травля Акимова во время борьбы с космополитизмом, развёрнутая в конце 1940-х, завершилась его вынужденным уходом из театра в августе 1949 года. Во время войны вместе с театром эвакуировался в Сталинабад (ныне Душанбе).
В 1951—1956 годах — главный режиссёр и художник Ленинградского Нового театра (с 1953 года — Театр имени Ленсовета).
С 1954 года преподавал в Ленинградском театральном институте им. А. Н. Островского (ныне Российский государственный институт сценических искусств), с 1960 года — профессор. Основатель художественно-постановочного отделения института.
С 1945 по 1967 годах жил в Ленинграде в доме № 4 по улице Гоголя (ныне Малая Морская).
Николай Акимов умер 6 сентября 1968 года во время гастролей театра в Москве от инфаркта; похоронен в Ленинграде на Волковском кладбище — Литераторских мостках (Центральная площадка театральных деятелей). Надгробие создано в 1974 году (скульптор Г. В. Хонин, архитектор В. М. Черкасский).

### Семья
Первая жена — кинорежиссёр Надежда Кошеверова, расстались в 1934 году.
Вторая жена — актриса Елена Юнгер. Дочери Анна Акимова (род. 1934), Нина Акимова (1945—2020), актриса Российского академического молодёжного театра. Её мать — театральный критик и сценарист Лидия Вильвовская.

## Награды и звания
- Заслуженный деятель искусств РСФСР (1939)[25]
- Народный артист Таджикской ССР (1944)
- Народный артист РСФСР (1945)[26]
- Народный артист СССР (1960)
- Два ордена Трудового Красного Знамени (1939, 1961)
- Орден Красной Звезды
- Медаль «За оборону Ленинграда»
- Медаль «За доблестный труд в Великой Отечественной войне 1941—1945 гг.»
- Медаль «В память 250-летия Ленинграда»

## Адреса в Ленинграде
- 1926—1930 — Сапёрный переулок, 14;[27]
- 1930—1941 — Малая Посадская улица, 10;
- 1945—1967 — Малая Морская улица, 4;
- 1967—1968 — Петровская набережная, 4 («Дворянское гнездо»).

## Творчество
Николаю Акимову принадлежат станковые живописные и графические работы, театральные афиши, книжные иллюстрации.
Создал галерею портретов деятелей советской культуры (Н. К. Черкасов, Б. М. Тенин, Н. П. Охлопков).
Персональные выставки в Ленинграде состоялись в 1927, 1933, 1947, 1958, 1963, 1968, 1979, 1987, 1988 годах, в 1965 году — в Москве. В 1956 году в Москве прошла выставка театральных плакатов Н. Акимова в ЦДРИ. На Всемирной выставке в 1958 году в Брюсселе был удостоен серебряной медали.

## Ученики
Учениками были, в числе прочих, художники:
- Михаил Кулаков,
- Олег Целков,
- Евгений Михнов-Войтенко,
- Юрий Дышленко,
- Алек Рапопорт,
- Татьяна Кернер[29],
- Виталий Кубасов[30],
- Владимир Михайлов,
- Александр Славин
- Игорь Тюльпанов[31]
- Михаил Мурзин

Государственный академический театр имени Е. Вахтангова
- 1932, 19 мая — «Гамлет» У. Шекспира

Московский мюзик-холл
- 1935 — «Святыня брака» Э. М. Лабиша

Ленинградский театр комедии
- 1936 — «Собака на сене» Л. де Веги
- 1937 — «Школа злословия» Р. Б. Шеридана
- 1937 — «Терентий Иванович» Ю. М. Свирина
- 1938 — «Двенадцатая ночь» У. Шекспира
- 1939 — «Валенсианская вдова» Л. де Веги
- 1939 — «Страшный суд» В. В. Шкваркина (совместно с П. М. Сухановым)
- 1940 — «Тень» Е. Л. Шварца
- 1940 — «Скончался господин Пик» Ш. Пейре-Шапьюи (совместно с И. Ханзелем)
- 1941 — «Малютка Бланш» Э. М. Лабиша (совместно с И. Ханзелем и П. Сухановым)
- 1941 — «Под липами Берлина» Е. Л. Шварца
- 1941 — «Вечер водевилей» Э. М. Лабиша (совместно с И. Ханзелем и П. Сухановым)
- 1941 — «Давным-давно» А. К. Гладкова
- 1942 — «Актриса» А. М. Файко по киносценарию М. Д. Вольпина и Н. Р. Эрдмана
- 1942 — «Похищение Елены» Л. Вернейля
- 1943 — «Пигмалион» Б. Шоу
- 1944 — «На бойком месте» А. Н. Островского (совместно с А. И. Ремизовой)
- 1944 — «Дракон» Е. Л. Шварца (в Москве, запрещён после трёх показов)
- 1945 — «Лев Гурыч Синичкин» Д. Т. Ленского, А. М. Бонди
- 1946 — «Путешествие Перришона» Э. М. Лабиша
- 1946 — «Старые друзья» Л. А. Малюгина
- 1947 — «Остров мира» Е. П. Петрова
- 1947 — «О друзьях-товарищах» М. А. Червинского и В. З. Масса (совместно с А. И. Ремизовой)
- 1948 — «Три шутки» по А. П. Чехову (совместно с В. Андрушкевичем, Э. П. Гариным, П. Сухановым)
- 1948 — «С любовью не шутят» П. Кальдерона
- 1956 — «Обыкновенное чудо» Е. Л. Шварца
- 1956 — «Не сотвори себе кумира» А. М. Файко
- 1956 — «Ложь на длинных нога» Э. Де Филиппо
- 1957 — «Деревья умирают стоя» А. Касоны
- 1957 — «Мирные люди» В. В. Шкваркина
- 1957 — «Повесть о молодых супругах» Е. Л. Шварца (совместно с М. Чежеговым)
- 1957 — «Кресло № 16» Д. Б. Угрюмова
- 1958 — «Ревизор» Н. В. Гоголя
- 1958 — «Призраки» Э. Де Филиппо
- 1958 — «Дипломаты» П. Карваша
- 1959 — «Трехминутный разговор» В. И. Левидовой
- 1959 — «Рассказ одной девушки» А. Д. Тверского
- 1959 — «Пёстрые рассказы» А. П. Чехова
- 1960 — «Третье желание» В. Блажека (совместно с Н. Лившицом)
- 1960 — «Тень» Е. Л. Шварца (вторая редакция)
- 1961 — «Чемодан с наклейками» Д. Б. Угрюмова
- 1962 — «Дракон» Е. Л. Шварца (вторая редакция)
- 1962 — «Дон Жуан» Дж. Байрона
- 1962 — «Лев Гурыч Синичкин» Д. Т. Ленского, А. М. Бонди (вторая редакция)
- 1963 — «Автор неизвестен» П. Л. Тура
- 1964 — «Двенадцатая ночь» У. Шекспира (вторая редакция)
- 1964 — «Дело» А. В. Сухово-Кобылина
- 1965 — «Гусиное перо» С. Л. Лунгина и И. И. Нусинова (совместно с Л. И. Цуцульковским)
- 1966 — «Свадьба Кречинского» А. В. Сухово-Кобылина
- 1967 — «Звонок в пустую квартиру» Д. Б. Угрюмова
- 1967 — «Ничего не случилось» М. М. Гиндина и Г. С. Рябкина

Московский театр драмы
- 1950 — «Директор» С. И. Алёшина

Новый театр / Ленинградский театр имени Ленсовета
- 1952 — «Весна в Москве» В. М. Гусева
- 1952 — «Тени» М. Е. Салтыкова-Щедрина
- 1953 — «Европейская хроника» А. Н. Арбузова
- 1954 — «Дело» А. В. Сухово-Кобылина (совместно с Н. А. Райхштейн)
- 1954 — «История одной любви» К. М. Симонова (совместно с О. Я. Ремезом)
- 1955 — «Охотник» С. В. Михалкова (совместно с Н. А. Райхштейн)
- 1955 — «Случай с гением» В. П. Катаева
- 1956 — «Ночной переполох» М.-Ж. Соважона

«Комеди Франсез» (Париж)
- 1966 — «Свадьба Кречинского» А. В. Сухово-Кобылина

Современный синтетический театр
- 1923 — «Креолка» Ж. Оффенбаха в постановке Г. Крыжицкого
- 1924 — «Король комедиантов» Ж. Жильбера в постановке Г. Крыжицкого

Театр «Кривое зеркало» (Ленинград)
- 1923 — «Даёшь Гамлета» Н. Н. Евреинова

Театр музыкальной комедии
1924 — «Туту» («Танец стрекоз») Ф. Легара в постановке Г. Крыжицкого
Московский Театр Революции
- 1928 — «Человек с портфелем» А. М. Файко, постановка А. Д. Дикого[32] (премьера 14 февраля)

Ленинградский Большой драматический театр
- 1924 — «Девственный лес» Э. Толлера, постановка К. П. Хохлова
- 1925 — «Учитель Бубус» А. М. Файко, постановка К. П. Хохлова
- 1925 — «Продавцы славы» М. Паньоля и П. Нивуа, постановка А. Н. Лаврентьева
- 1927 — «Сэр Джон Фальстаф» У. Шекспира, постановка П. К. Вейсбрёма и И. М. Кроля
- 1929 — «Жена» К. А. Тренёва, постановка К. П. Хохлова
- 1929 — «Враги» Б. А. Лавренёва, постановка А. Н. Лаврентьева
- 1933 — «Укрощение мистера Робинзона» В. А. Каверина, постановка С. А. Морщихина и К. К. Тверского
- 1938 — «Благочестивая Марта» Т. де Молины, постановка Н. В. Петрова

МХАТ 2-й
- 1926 — «Евграф, искатель приключений» А. М. Файко

Государственный академический театр имени Е. Вахтангова
- 1927 — «Партия честных людей» Жюля Ромена, Постановка: И. Толчанова (премьера — 1 апреля)
- 1927 — «Разлом» Б. А. Лавренёва, Постановка: А. Попова (премьера — 9 ноября)
- 1928 — «На крови» С. Д. Мстиславского, Постановка: Рубена Симонова (премьера — 13 ноября)
- 1929 — «Заговор чувств» Ю. К. Олеши, Постановка: А. Попова (премьера — 13 марта)
- 1930 — «Коварство и любовь» Ф. Шиллера, Постановка: П. Антокольского, О. Басова, Б. Захавы (премьера — 20 января)
- 1968 — «На всякого мудреца довольно простоты» А. Н. Островского

Ленинградский театр драмы им. А. С. Пушкина
- 1924 — «Озеро Люль» А. М. Файко
- 1926 — «Конец Криворыльска» Б. С. Ромашова
- 1927 — «Бронепоезд 14-69» В. В. Иванова
- 1931 — «Страх» А. Н. Афиногенова

МХАТ
- 1936 — «Любовь Яровая» К. А. Тренёва
- 1940 — «Школа злословия» Р. Б. Шеридана
- 1945 — «Офицер флота» А. А. Крона — МХАТ

Ленинградский театр комедии
- 1936 — «Собака на сене» Л. де Веги
- 1937 — «В понедельник, в 8» Э. Фербер и Дж. Кауфмана, постановка Р. Корфа
- 1937 — «Терентий Иванович» Ю. М. Свирина
- 1937 — «Школа злословия» Р. Б. Шеридана
- 1938 — «Двенадцатая ночь» У. Шекспира
- 1939 — «Опасный поворот» Дж. Пристли
- 1939 — «Страшный суд» В. В. Шкваркина
- 1939 — «Валенсианская вдова» Л. де Веги
- 1940 — «Тень» Е. Л. Шварца
- 1942 — «Актриса» А. М. Файко по киносценарию М. Д. Вольпина и Н. Р. Эрдмана
- 1941 — «Давным-давно» А. К. Гладкова
- 1945 — «Лев Гурыч Синичкин» Д. Т. Ленского, А. М. Бонди
- 1945 — «Вы этого не забудете» Дж. Пристли
- 1946 — «На всякого мудреца довольно простоты» А. Н. Островского
- 1946 — «Обыкновенный человек» Л. М. Леонова
- 1946 — «Путешествие Перришона» Э. М. Лабиша
- 1946 — «Старые друзья» Л. А. Малюгина
- 1947 — «Русский вопрос» К. М. Симонова
- 1947 — «Остров мира» Е. П. Петрова
- 1956 — «Обыкновенное чудо» Е. Л. Шварца
- 1957 — «Кресло № 16» Д. Б. Угрюмова
- 1961 — «Милый обманщик» Дж. Килти
- 1962 — «Дракон» Е. Л. Шварца (вторая редакция)
- 1962 — «Дон Жуан» Дж. Байрона
- 1966 — «Искусство комедии» Э. Де Филиппо
- 1968 — «Цилиндр» Э. де Филиппо

Новый театр / Ленинградский театр имени Ленсовета
- 1947 — «Спутники» по В. Ф. Пановой
- 1949 — «Женитьба» Н. В. Гоголя
- 1952 — «Весна в Москве» В. М. Гусева
- 1952 — «Тени» М. Е. Салтыкова-Щедрина
- 1953 — «Европейская хроника» А. Н. Арбузова
- 1954 — «Дело» А. В. Сухово-Кобылина (совместно с Н. А. Райхштейн)
- 1954 — «История одной любви» К. М. Симонова (совместно с О. Я. Ремезом)
- 1955 — «Охотник» С. В. Михалкова (совместно с Н. А. Райхштейн)
- 1955 — «Случай с гением» В. П. Катаева
- 1956 — «Ночной переполох» М.-Ж. Соважона
- 1955 — «Спрятанный кабальеро» П. Кальдерона
- 1956 — «12 спутников» Н. Е. Шундика
- 1956 — «Только правда» Н.-П. Сартра

Режиссёр
- 1953 — Весна в Москве (фильм-спектакль) (совместно с Н. Н. Кошеверовой и И. Е. Хейфицем)
- 1953 — Тени (фильм-спектакль) (совместно с Н. Н. Кошеверовой)
- 1955 — Дело (фильм-спектакль) (совместно с Г. С. Казанским)
- 1961 — Пёстрые рассказы (фильм-спектакль) — сценическая композиция, постановка и декорации спектакля (совместно с М. А. Руфом)

Сценарист
- 1956 — Софья Ковалевская — сценарная разработка (совместно с П. Л. Туром, Л. Д. Туром и И. С. Шапиро)

Художник
- 1925 — Радиодетектив (короткометражный)
- 1928 — Третья молодость
- 1929 — Больные нервы
- 1944 — Кащей Бессмертный (совместно с И. С. Никитченко, П. С. Галаджевым, С. В. Козловским, Е. Некрасовым, Ф. А. Богуславским)
- 1947 — Золушка — декорации и костюмы по эскизам
- 1953 — Школа злословия (фильм-спектакль) (совместно с С. Я. Малкиным)
- 1953 — Весна в Москве (фильм-спектакль) (совместно с С. Я. Малкиным)
- 1953 — Тени (фильм-спектакль) (совместно с Б. С. Маневич-Каплан)
- 1955 — Дело (фильм-спектакль) (совместно с Б. С. Маневич-Каплан и И. И. Ивановым)

Архивные кадры
- 1991 — Николай Акимов (документальный)

- Ряд статей по вопросам театрального искусства
  - Художник в театре, «Жизнь искусства»", 1928
  - Художник в театре, «Театр и драматургия», 1935
  - Трудности и перспективы жанра, «Октябрь» 1958
  - Театр в настоящем и будущем, «Театр», 1960.
- О театре. — Л.—М., 1962.
- Не только о театре. — Л.: Искусство, 1966.
- Театральное наследие: В 2 т. Т. 1. — Л.: Искусство, 1978.
- Театральное наследие: В 2 т. Т. 2. — Л.: Искусство, 1978.

## Статьи[33]

Мемориальная доска в фойе Театра Комедии.

- Художник в театре // Жизнь искусства (Ленинград). — 1928. — № 10. — С. 8—9.
- Ответ молодому фронту // Жизнь искусства (Ленинград). — 1928. — № 17. — С. 7.
- Оформление спектакля: О спектакле «Жена» // Жизнь искусства (Ленинград). — 1929. — № 2. — С. 13.
- К постановке «Врагов». // Жизнь искусства (Ленинград). — 1929. — № 13. — С. 17. (В соавторстве с А. Лаврентьевым)
- 20 строк, которые потрясли Радлова // Жизнь искусства (Ленинград). — 1929. — № 29. — С. 7.
- К постановке «Тартюфа». (В соавторстве с Н. Петровыми В. Соловьёвым) // Жизнь искусства (Ленинград). — 1929. — № 48. — С. 12—13.
- Сегодня «Робеспьер» // Красная газета (Ленинград). — 1931. — 12 февраля. — Вечерний выпуск.
- «Гамлет». К постановке в Театре им. Евг. Вахтангова // Советский театр (Москва). — 1932. — № 3. — С. 14—17.
- Внешность спектакля // Раскольников Ф. Робеспьер. — Л., 1931. — С. 13—14.
- Как Театр им. Евг. Вахтангова ставит «Гамлета» // Известия. — 1932. — 26 марта.
- О «Гамлете» // Советское искусство. — 1932. — 3 марта.
- О себе // Творчество. — 1935. — № 7.
- По поводу «Снежной королевы» // Искусство и жизнь (Ленинград). — 1939. — № 6. — С. 33.
- Время и классики // Валенсианская вдова: Комедия в 3-х действиях Лопе де Вега. — Л., 1939. — С. 3—6.
- Трансформирующий павильон. — М.: Изд. сценической экспериментальной лаборатории при МХАТ СССР им. М. Горького, 1943.
- Нелегкий, но плодотворный труд // Смена (Ленинград). — 1955. — 25 марта.
- О сатире: Литературные заметки // Известия. — 1956. — 23 августа.
- Художники театра // Ленинградская правда. — 1957. — 9 февраля.
- Художники советского театра //Советская культура. — 1957. — 5 марта.
- Новый сезон в Театре комедии // Ленинградская правда. — 1957. — 20 августа.
- Памяти Евгения Шварца // Театр. — 1958. — № 2. — С. 175.
- Современность в содержании и форме // Вечерний Свердловск. — 1959. — 6 июля.
- Это возможно! // Литература и жизнь. — 1959. — 15 июля.
- Правда жизни и условность в оформлении спектаклей // Художники театра о своем творчестве. — М., 1973. — С. 27—43. (Статья 1960 г.)
- Реплика: По поводу статьи А. В. Солодовникова // Театр. — 1960. — № 9.
- Последнее интервью… // Советская культура. — 1968. — 7 сентября.

## Память
- В 1986 году имя Н. П. Акимова присвоено Ленинградскому театру комедии.
- В Санкт-Петербурге, на доме 4 по ул. Гоголя (ныне Малая Морская), со стороны Кирпичного переулка установлена мемориальная доска (автор — архитектор Ж. М. Вержбицкий) с текстом: «В этом доме с 1945 г. по 1967 г. жил народный артист СССР Николай Павлович Акимов»[34].
- В 2001 году в фойе Театра комедии открыта мемориальная доска Н. П. Акимову. Скульптор Г. Д. Ястребенецкий, архитектор А. А. Гавричков.
- В 2011 году в Театре комедии открыта комната-музей режиссёра[35].